# Atsa Airlines
Atsa Airlines es una aerolínea peruana que corresponde a una línea de negocio de ATSA (Aero Transporte S.A.), empresa con más de 45 años en el mercado, bajo el respaldo del Grupo Romero. Cuenta con más de 15 vuelos semanales a sus cinco destinos. Su centro de operaciones es el Aeropuerto Internacional Jorge Chávez en Lima, Perú.

## Historia
Atsa, bajo el respaldo del Grupo Romero, inicia operaciones en 1980 dedicándose al servicio de vuelos chárter corporativos.  El equipo de vuelo inicial estuvo conformado por un jet Citation Eagle y dos Piper PA-31T Cheyenne II. 
En 1987 se inician operaciones de vuelo con la compañía petrolera Shell, en la zona de Camisea, para tal servicio se adquieren dos aviones Beechcraft 1900C, el que junto con los Piper realiza vuelos chárter de transporte de pasajeros.
En 1988 las operaciones se expanden a Bolivia con el transporte de palma aceitera a Industrias Fino de Santa Cruz. Este servicio fue ejecutado con un avión Lockheed L-188 Electra, que posteriormente también hizo operaciones de cabotaje en Angola (África), hasta el año 1991.
En 1992 los Cheyenne II son reemplazados progresivamente por los Piper PA-42 Cheyenne III, hasta alcanzar un número de cinco unidades. En 1999 Se reemplaza el Citation por el IAI 1125 Astra, mejorando el servicio de transporte ejecutivo.
En 2003 adquieren un segundo avión carguero, un Antonov An-26, empleado principalmente por las compañías petroleras. En ese mismo año se reemplaza uno de los B-1900C por el más moderno B-1900D. 
En 2010 para operación de transporte de pasajeros con Repsol se adquiere el primero de dos Fokker F-50, al que se une un segundo en 2013. En 2011, llega el primer Antonov An-32 de la compañía, fortaleciendo el servicio de transporte de carga. Al año siguiente se potencia la capacidad de carga con la adquisición de más aviones del mismo tipo hasta contabilizar cuatro unidades. Estos aviones cumplieron operaciones principalmente para la industria petrolera en los aeródromos de Las Malvinas, Nuevo Mundo, Trompeteros, Andoas y Pucallpa.
En el 2011 se reemplaza el último Beechcraft 1900C por otro B-1900D. Asimismo se adquieren dos aviones Beechcraft B-200 Cormorán y un jet Gulfstream G200 para el transporte vip.
En 2013 se crea la unidad de negocio de evacuación médica con un Beechcraft King Air y un PA-42 certificados como ambulancias aéreas, servicio que luego se ampliaría a un alcance internacional con la certificación del jet Astracomo ambulancia. En 2014 se adquiere un King Air adicional y se le certifica para realizar trabajo aéreo en la modalidad de calibración de radioayudas, iniciando una nueva línea de negocio tanto en Perú como otros países de Sudamérica.
En julio de 2017 gracias a la flota de mayor capacidad se inician vuelos comerciales a la ciudad de Chachapoyas con un Fokker F-50, creándose la unidad de negocios ATSA Airlines que a la fecha atiende los destinos de Tingo María, Huánuco, y Chachapoyas. 

### Actualidad
Atsa en la actualidad opera las diferentes líneas de negocio entre ellas: vuelos chárter, vuelos VIP, operaciones en tierra, taller de mantenimiento, carga, MEDEVAC y vuelos comerciales.

## Destinos regulares
| Destinos    | Provincias    | Departamentos | Aeropuertos                                                               |
| ----------- | ------------- | ------------- | ------------------------------------------------------------------------- |
| Atalaya     | Atalaya       | Ucayali       | Aeródromo Tnte. Gral. Gerardo Pérez Pinedo (inicia el 6 de marzo de 2025) |
| Chachapoyas | Chachapoyas   | Amazonas      | Aeropuerto de Chachapoyas                                                 |
| Huánuco     | Huánuco       | Huánuco       | Aeropuerto Alf. FAP David Figueroa Fernandini                             |
| Lima/Callao | Lima/ Callao  | Lima/ Callao  | Aeropuerto Internacional Jorge Chávez (HUB)                               |
| Mazamari    | Satipo        | Junín         | Aeropuerto Mayor Nancy Flores Páucar                                      |
| Tingo María | Leoncio Prado | Huánuco       | Aeropuerto de Tingo María                                                 |

### Antiguos destinos
| Destinos | Provincias       | Departamentos | Aeropuertos                                                |
| -------- | ---------------- | ------------- | ---------------------------------------------------------- |
| Chimbote | Santa            | Áncash        | Aeropuerto Teniente FAP Jaime Montreuil Morales            |
| Jaén     | Jaén             | Cajamarca     | Aeropuerto de Jaén                                         |
| Nazca    | Nazca            | Ica           | Aeropuerto María Reiche Neuman                             |
| Pucallpa | Coronel Portillo | Ucayali       | Aeropuerto Internacional Capitán FAP David Abensur Rengifo |
| Tarapoto | San Martín       | San Martín    | Aeropuerto Cadete FAP Guillermo del Castillo Paredes       |

## Flota
| Aeronaves                  | En servicio | Pedidos | Pasajeros (clase única) | Matrículas               | Notas                             |   |    |           |                                      |
| -------------------------- | ----------- | ------- | ----------------------- | ------------------------ | --------------------------------- | - | -- | --------- | ------------------------------------ |
| Antonov An-32              | 1           | —       | Carga                   | OB-1907P                 | Para vuelos de carga              |   |    |           |                                      |
| Beechcraft King Air        | 3           | —       | 10                      | OB1983P                  | Para vuelos VIP y ambulancia.     |   |    |           |                                      |
| Beechcraft King Air        | 3           | —       | 10                      | OB-2123-P                | Para vuelos VIP y ambulancia.     |   |    |           |                                      |
| Beechcraft King Air        | 3           | —       | 10                      | Beechcraft 1900          | 2                                 | — | 19 | OB-1875-P | Para vuelos chárter y aerotransporte |
| OB-1985                    |             |         |                         | Beechcraft 1900          | 2                                 | — | 19 |           | Para vuelos chárter y aerotransporte |
| De Havilland Canada Dash 8 | 2           | 1       | 76                      | OB-2195 «Arturo Woodman» | Para los vuelos de aerotransporte |   |    |           |                                      |
| De Havilland Canada Dash 8 | 2           | 1       | 76                      | OB-2205                  | Para los vuelos de aerotransporte |   |    |           |                                      |
| Fokker 50                  | 1           | —       | 50                      | OB-2043P                 |                                   |   |    |           |                                      |
| IAI 1125 Astra             | 1           | —       | 7                       | OB-2108-P                | Para vuelos VIP                   |   |    |           |                                      |
| Piper PA-42 Cheyenne       | 3           | —       | 8                       | OB-1633                  | Para vuelos VIP y ambulancia      |   |    |           |                                      |
| Piper PA-42 Cheyenne       | 3           | —       | 8                       | OB-1803                  | Para vuelos VIP y ambulancia      |   |    |           |                                      |
| Total                      | 13          | 1       |                         |                          |                                   |   |    |           |                                      |

### Antigua flota
| Aeronaves                | Total | Introducido | Retirado | Matrículas                    |
| ------------------------ | ----- | ----------- | -------- | ----------------------------- |
| Antonov An-26            | 1     | 2002        | 2018     | OB-1771-T (re-reg. OB-1778-P) |
| Cessna 208 Grand Caravan | 1     | 2008        | 2014     | OB-1903-T (re-reg. OB-1903-P) |
| Gulfstream 200           | 1     | 2012        | 2022     | OB-2023-P                     |
| Lockheed L-188A Electra  | 1     | 1988        | 1991     | OB-M1328 (re-reg. OB-1328)    |

## Accidentes e incidentes
- El 25 de marzo de 2005, un Antonov An-26 (OB-1778-P) sufrió problemas en el despegue del Aeropuerto Int. Jorge Chávez debido a sobrecarga del aparato y al tener los flaps a 0º. La aeronave se elevó, comenzó a descender e impactó con la cola en la pista. El avión derrapó sobre la pista y fue destruido, aunque no hubo víctimas mortales.[9]
- El 20 de abril de 2011, una Cessna 208 Grand Caravan (OB-1903-P) tuvo que aterrizar de emergencia en una carretera por problemas mecánicos. El avión cubría la ruta Pisco-Nazca con ocho turistas y el piloto a bordo. El avión tuvo desperfectos menores en un ala y los ocupantes salieron ilesos.[10][11]
- El 6 de marzo de 2013, un Beechcraft B200 King Air (OB-1992-P) se estrelló cerca de Pías, proveniente de Lima, al chocar sobre unas líneas eléctricas cercanas al aeródromo y más tarde contra un talud. Sus nueve ocupantes (dos pilotos y siete mineros de la Minera Aurífera Retamas) murieron en el impacto.[12]
- El 4 de febrero de 2020, un Beechcraft 1900D (OB-1875-P), que volaba con diez pasajeros de Lima a Pías, perdió una rueda al despegar de Lima, sin que se diesen cuenta hasta haber estacionado en Pías.[13][14]
- El 17 de marzo de 2024, un De Havilland Canada Dash 8 (OB-2195) que volaba la ruta Mazamari-Lima, estaba ascendiendo sobre Mazamari cuando la tripulación necesitó apagar el motor izquierdo debido a la pérdida de presión de aceite. La tripulación decidió desviarse a Pucallpa (SPCL/PCL), donde la aeronave aterrizó de manera segura.[15]